# 이미향 (골프 선수)
이미향(1993년 3월 30일 ~ )은 대한민국의 프로 골프 선수이다.
2011년 프로로 전향하였다. 2012년에는 자격 토너먼트를 통하여 LPGA 출전권을 얻었고, LPGA 투어와 시메트라 투어에 동시에 출전하였다. 2013년에는 시메트라 클래식에서 우승하였고, 시메트라 올해의 신인상을 수상하였다. 
2014년 1월 레이디스 유러피언 투어와 ALPG 투어에서 공인한 ISPS 한다 뉴질랜드 위민스 오픈에서 우승하였으며, 11월에는 LPGA 투어와 JLPGA 투어에서 공인한 미즈노 클래식에서 우승을 차지하였다.

## 프로 우승 (4)

### LPGA 투어 우승 (2)
| No. | 날짜            | 대회                                          | 우승 점수       | 파  | 2위와의 차이 | 2위                  |
| --- | --------------- | --------------------------------------------- | --------------- | --- | ------------ | -------------------- |
| 1   | 2014년 11월 9일 | 미즈노 클래식^                                | 69-67-69=205    | −11 | 플레이 오프  | 고즈마 고토노 이일희 |
| 2   | 2017년 7월 30일 | 애버딘 애셋 매니지먼트 레이디스 스캇티시 오픈 | 73-75-68-66=282 | −6  | 1타          | 허미정 카리 웹       |

^ JLPGA 투어와 공동 인정

### LET 투어 우승 (2)
- 2014년 ISPS 한다 뉴질랜드 위민스 오픈 (ALPG 투어와 동시 인정)
- 2017년 애버딘 애셋 매니지먼트 레이디스 스캇티시 오픈

### 시메트라 투어 우승 (1)
- 2012년 시메트라 클래식

## 메이저 대회 결과
| 대회                  | 2012 | 2013 | 2014 | 2015 | 2016 | 2017 |
| --------------------- | ---- | ---- | ---- | ---- | ---- | ---- |
| ANA 인스퍼레이션      | DNP  | DNP  | T16  | T8   | T36  | CUT  |
| 위민스 PGA 챔피언십   | DNP  | T64  | CUT  | T53  | T26  | T4   |
| US 여자 오픈 챔피언십 | CUT  | DNP  | DNP  | T14  | T32  | T39  |
| 위민스 브리티시 오픈  | DNP  | DNP  | CUT  | T17  | T11  | T23  |
| 에비앙 챔피언십 ^     | T19  | T61  | T4   | CUT  | CUT  |      |

^ 에비앙 챔피언십은 2013년에 추가되었다.

1 DNP = 경기에 참가하지 않음

2 CUT = 중간 컷에서 탈락

3 T = 공동